# Taylor Zakhar Perez
Taylor Zakhar Perez (* 24. Dezember 1991 in Chicago, Illinois) ist ein US-amerikanischer Schauspieler, der vor allem für seine Rolle als Marco Valentin Peña in The Kissing Booth 2 und als Alex Claremont-Diaz in Royal Blue bekannt ist.

## Leben
Perez wurde am 24. Dezember 1991 in Chicago geboren und wuchs in Chesterton, Indiana, auf. Er besuchte die Chesterton High School, an der er als Schwimmer aktiv war. Perez ist nahöstlicher, mediterraner und mexikanischer Abstammung.
Seine Mutter ist Kosmetikerin und er ist das drittjüngste von acht Kindern. Perez wechselte an den Wochenenden die Reifen in der Autowerkstatt der Familie. Der Schauspieler erhielt ein Schwimmstipendium für die Fordham University, lehnte es aber ab, um an die UCLA zu gehen, wo er im Hauptfach Spanisch, Kultur und Gemeinschaft und im Nebenfach Fernsehen und Film studierte.
Perez begann schon in jungen Jahren, in Musicals in Opernhäusern aufzutreten und zog dann als Model nach Los Angeles. Er machte Fotos in seinem Zimmer mit einem Laken als Hintergrund und verschickte sie in Manila-Umschlägen mit Selbstklebebändern.
Perez begann seine Karriere mit Auftritten in verschiedenen populären Serien wie iCarly, Suburgatory, Young & Hungry, Code Black und Scandal.
Im Jahr 2020 spielte Perez Marco Valentin Peña in dem Netflix-Film The Kissing Booth 2 an der Seite von Joey King. Für seine Rolle nahm er Choreografie- und Gitarrenunterricht. 2021 spielte er die Rolle im dritten Film The Kissing Booth 3 erneut.
2022 spielte Perez in der HBO-Max-Comedyserie Minx die Rolle des Shane Brody. Anschließend spielte er in der Gaming-Comedy 1Up die Rolle des Dustin. 2023 erschien der Amazon-Prime-Video-Film Royal Blue, in dem Perez als Alex Claremont-Diaz auftrat, an der Seite von Nicholas Galitzine als zweitem Hauptdarsteller.

## Philanthropie
Zu Beginn der COVID-19-Pandemie ging Perez eine Partnerschaft mit Variant Malibu ein, einem 3D-Tech-Unternehmen, das Masken herstellt. Sie sparten 90 % des herkömmlichen Produktionsabfalls ein. Außerdem entwarf er seine eigenen Masken zusammen mit Joel Courtney, Joey King, Meganne Young und Maisie Richardson-Sellers, die in The Kissing Booth 2 mitspielen. Der Erlös seiner Masken ging an eine Organisation in Chicago, die behinderte Kinder, Erwachsene und Familien mit behinderten Kindern in der hispanischen Gemeinschaft unterstützt.
„Ich mag es wirklich, mich in ein soziales Thema zu vertiefen und zu sagen: ‚Das ist es, was ich weiß. Das lerne ich gerade.‘ Und vielleicht haben die Leute, die mir folgen, dann alles gelesen und verstanden“, sagte Perez.

## Filmografie
Filme
- 2014: Alpha House
- 2020: The Kissing Booth 2
- 2020: Philanthropy
- 2021: The Kissing Booth 3
- 2022: 1Up
- 2023: Royal Blue (Red, White & Royal Blue)

Fernsehserien
- 2012: iCarly
- 2013: Suburgatory
- 2014: Alpha House
- 2014: Awkward – Mein sogenanntes Leben (Awkward)
- 2015: Young & Hungry
- 2016: Code Black
- 2016: 12 Deadly Days
- 2016: Cruel Intentions
- 2017: Embeds
- 2017: High Expectasians
- 2018: Scandal
- 2022: Minx